# インスティテューショナル・クリティーク
アートにおけるインスティテューショナル・クリティーク（制度・体制批判）とは、ギャラリーや美術館などの美術機関の仕組みに対する体系的な研究を指す。マイケル・アッシャー、マルセル・ブロータス、ダニエル・ビュラン、アンドレア・フレイザー、ジョン・ナイト、エイドリアンパイパー、フレッド・ウィルソン、ハンス・ハーケといったアーティストや、アレクサンダー・アルベロ、ベンジャミン・ブクロー、Birgit Pelzer、Anne Rorimerの批評と関連が深い。 
インスティテューショナル・クリティークは、絵画や彫刻、建築上の変更や介入、パフォーマンスのためのジェスチャーや言語への一時的あるいは移転不可能なアプローチの形をとり、ギャラリーや博物館、そしてそれらを管理する専門家の運営を破壊することを意図している。 
例えば、ニーレ・トローニ(en:Niele Toroni)は、紙やキャンバスではなく、ギャラリーの壁に直接30cmの間隔でNo.50の絵筆で絵の具を塗っていった。
クリス・バーデンのExposing the Foundation of the Museum（博物館の基礎を公開する）（1986）ロサンゼルス現代美術館のギャラリーを掘削し、文字どおり建物のコンクリート基礎を暴いた。 
またアンドレア・フレイザーの作品は、典型的な博物館の設計者のペルソナに、ライブパフォーマンスやビデオ文書の形で紛れ込む。絵画と彫刻の審美的自律性、ホワイトギャラリーの中立的文脈、情報の客観的伝達に関する仮定を美術の主題として探求し、解体形成としてマップ化し、博物館自体の文脈の中で（再）構成した。
このように、制度的批判は、芸術の社会的、政治的、経済的、歴史的背景を明らかにしようとするものであり、制度的批判は、好みと美的判断の間の誤った区別に疑問を投げかける。好みとは、個人の階級、民族、性、性別の主題の位置の交差によって異なる、制度的に培われた感性であることを明らかにする。

## 原点
インスティテューショナル・クリティックは、 ミニマリズムの発展と視聴者の現象学、フォーマリストの芸術批評と美術史（例：クレメント・グリーンバーグ、マイケル・フリード）。 コンセプチュアルアート、言語、プロセス、行政社会に対する懸念から生まれた実践である。 
1960年代後半にロラン・バルトとミシェル・フーコーで始まり、1970年代のアプロプリエーション・アート（あるいはシミュレーショニズム）の出現、作家性、独創性、芸術的生産、大衆文化、アイデンティティの概念の長きに渡る崩壊。 
制度的批評は多くの場合、サイトスペシフィックであり、特にマイケル・ハイザー、ナンシー・ホルト、ウォルター・デ・マリア、ロバート・スミッソンなど、ギャラリーや美術館の文脈を完全に避け、景観の中に記念碑的な造成物を建てたランド・アートの出現と同時期にあたる。ポスト構造主義哲学、批判的理論、 文学理論、フェミニズム、ジェンダー研究、批判的人種理論の発展とも関連している。 

## アーティスト
1960年代以来、インスティテューショナル・クリティックに関連したアーティストは、マルセル・ブロータス、ダニエル・ビュラン、ハンス・ハーケ、マイケル・アッシャー、ジョン・ナイト、クリストファー・ダルケンジェロ、ロバート・スミッソン、ダン・グラハム、ミアリー・ラダーマン・ウケルズ、エイドリアン・パイパー、マーサ・ロスラー等が挙げられる。 
1980年代以降のアーティストには、ルイーズ・ローラー、アントニ・ムンタダス、フレッド・ウィルソン、ルネ・グリーン、グループマテリアル、アンドレア・フレイザー、フレッド・フォレスト、クリスチャン・フィリップ・ミュラー、アーロン・フリント・ジャミソン、マーク・ディオン等が含まれる。 
1990年代初頭には、ダニエル・ビュラン、ジャック・タチ、ロラン・バルト、参加型の彫刻作品で知られるフェリックス・ゴンザレス=トレスなどから多大な影響を受けたアーティスト、例えばリアム・ギリック、ドミニク・ゴンザレス・フェルスター、ピエール・ユイグ、リクリット・ティーラワニットが、より親しみやすい方法で芸術の制度を批評した。これらのアーティストは、批評家のニコラ・ブリオーによってリレーショナル・アートと名付けられ、ギャラリーや美術館を社会的相互作用や、偶発的な時間性を特徴とする芸術作品の自発的な創造の場であると見なした。 これらのオープン・エンド的な性格と彼らの同僚的雰囲気は、ビュラン、ハーケ、ジェニー・ホルツァー、バーバラ・クルーガーのより対立的な戦略とはまったく異なっていた。 
近年ではマウリツィオ・カテラン、ブライアン・ゲルツェンロイヒター、マシュー・ローレット、タメカ・ノリス、ティノ・セーガル、キャリー・ヤングなどが、美術館とその公共および民間機関としての役割に批判的な目を向けている。 

## 批評
インスティテューショナル・クリティックに対する批判の1つは、観客がその難解な懸念に精通していることへの要求である。多くの現代音楽やダンスと同様、  芸術に対する制度的批評は、芸術家、理論家、歴史家、批評家といった分野の専門家だけが知っている慣習である。近代美術と社会の洗練された理解のために、そして他の特殊な形式の知識とは異なり特権的な談話の一部として、制度批評家としての芸術はしばしば素人鑑賞者の疎外へと繋がる。 
この概念に対するもう一つの批判は、その名称の不適切さへの懸念である。例えばアーティストのアンドレア・フレイザー （Artforum）や評論家のマイケル・キンメルマン（The New York Times）は、制度や機関を批判しているアーティストは、彼らが表向き批判しているのとまさにその機関で作品を発表しており、そこから利益を得ていると主張する。 

## 参照
1. ↑  https://mitpress.mit.edu/books/institutional-critique
2. ↑  https://www.moca.org/exhibition/1965-1975-reconsidering-the-object-of-art
3. ↑  http://www.renaissancesociety.org/exhibitions/366/niele-toroni/
4. ↑  https://www.moca.org/collection/work/exposing-the-foundation-of-the-museum
5. ↑  https://thewadsworth.org/threehistoriesfraser/
6. ↑  http://www.jrp-ringier.com/pages/index.php?id_r=4&id_t=&id_p=7&id_b=573
7. ↑  http://www.mayrevue.com/en/traffic-espaces-temps-de-lechange/
8. ↑  http://www.marginalutility.org/wp-content/uploads/2010/07/Claire-Bishop_Antagonism-and-Relational-Aesthetics.pdf
9. ↑  http://www.sachabaumann.com/shes-krafty-diary/2004/2/12/traffic-control-joe-scanlan-on-social-space-and-relational-a.html
10. ↑  http://www.thingsthatfall.com/fair-use.php
11. ↑  https://www.guggenheim.org/exhibition/maurizio-cattelan-america
12. ↑  https://www.theguardian.com/music/2010/nov/28/alex-ross-modern-classical-music
13. ↑  https://www.um.es/vmca/proceedings/docs/35.Inma-Alvarez.pdf
14. ↑  http://www.marginalutility.org/wp-content/uploads/2010/07/Andrea-Fraser_From-the-Critique-of-Institutions-to-an-Institution-of-Critique.pdf
15. ↑  https://www.nytimes.com/2005/03/25/arts/design/tall-french-visitor-takes-up-residence-in-the-guggenheim.html